# 安魂彌撒樂團
安魂彌撒樂團（Lacrimosa，大陆译为以泪洗面）。是發跡自德国法兰克福、現以瑞士為主要地的二重奏哥德金屬、搖滾、黑暗浪潮樂團，由原籍德國、現入籍瑞士的主要製作人提洛·沃夫，與其妻子、芬蘭籍的安妮·娜彌組成。
1993年後，安魂彌撒樂團漸漸融合了交響金屬和哥德金屬兩種元素，後來又加入了哥德搖滾與重金屬元素，並融入了小提琴、喇叭等古典樂器。樂團的歌詞幾乎是以德語撰寫，但從1995年的專輯《魔獄神曲》後的每張專輯都收錄了一至二首英語歌詞的曲子，歌詞一般是由安妮·娜彌撰寫的。芬蘭語也曾出現在幾首歌曲開頭的口白。他們的歌詞主要在闡述空虛、黑暗、絕望與愛等想法。

## 音樂作品

### 專輯
- 《Angst》 - 1991
- 《Einsamkeit》 - 1992
- 《Satura》 - 1993
- 《Inferno》 - 1995
- 《Stille》 - 1997
- 《Elodia》 - 1999
- 《Fassade》 - 2001
- 《Echos》 - 2003
- 《Lichtgestalt》 - 2005
- 《Sehnsucht》 - 2009
- 《Revolution》 - 2012
- 《Hoffnung》 - 2015
- 《Testimonium》 - 2017
- 《Leidenschaft》 - 2021
- 《Leidenschaft, Pt.2》 - 2022

### 現場專輯
- 《Live》 - 1998
- 《Lichtjahre》 - 2007

### 合輯
- 《Vintage Classix》 - 2002
- 《Schattenspiel》 - 2010

### Demo
- 《Clamor》 - 1990

### 單曲
- 《Alles Lüge》 - 1993
- 《Schakal》 - 1994
- 《Stolzes Herz》 - 1996
- 《Alleine zu zweit》 - 1999
- 《Der Morgen danach》 - 2001
- 《Durch Nacht und Flut》 - 2002
- 《Lichtgestalten》 - 2005
- 《Feuer》 - 2009
- 《I Lost My Star》 - 2009